# Fundación Caja Cantabria
La Fundación Caja Cantabria es una fundación española con sede en Santander. Es la entidad resultante de la transformación, en 2014, de la Caja de Ahorros de Santander y Cantabria, una caja de ahorros cuyo nombre comercial era "Caja Cantabria", la cual había traspasado, junto a Cajastur y Caja de Extremadura, su actividad financiera a Liberbank en 2011. Su actividad consiste en el mantenimiento y difusión del patrimonio y la obra social y cultural heredada de la caja de ahorros.
El 20 de septiembre de 2014, la Asamblea General aprobó la transformación de la entidad en una fundación bancaria, de acuerdo con lo previsto en la Ley de Cajas de Ahorros y Fundaciones Bancarias.
El 13 de abril de 2021, Liberbank informó a la Comisión Nacional del Mercado de Valores de la finalización del pacto parasocial (Pacto de Sindicación) que mantenían la Fundación Cajastur, la Fundación Caja de Extremadura y la Fundación Caja Cantabria. Como consecuencia de lo anterior, la entidad dejó de cumplir los requisitos exigidos a las fundaciones bancarias y, por tanto, había de convertirse en fundación ordinaria. El 8 de octubre de 2021, el Patronato acordó dicha transformación, la cual se produjo el 27 de diciembre de 2021.
La fundación poseía parte del accionariado de Liberbank (a 31 de diciembre de 2020, un 3,302%). Tras la fusión por absorción de Liberbank por Unicaja Banco en 2021, los accionistas de Liberbank (entre ellos, Fundación Caja Cantabria) pasaron a convertirse en accionistas de Unicaja Banco. A 31 de diciembre de ese año, la fundación poseía un 1,337% de dicho banco. A 31 de diciembre de 2024, la fundación poseía un 1,04% de Unicaja Banco.

## Historia

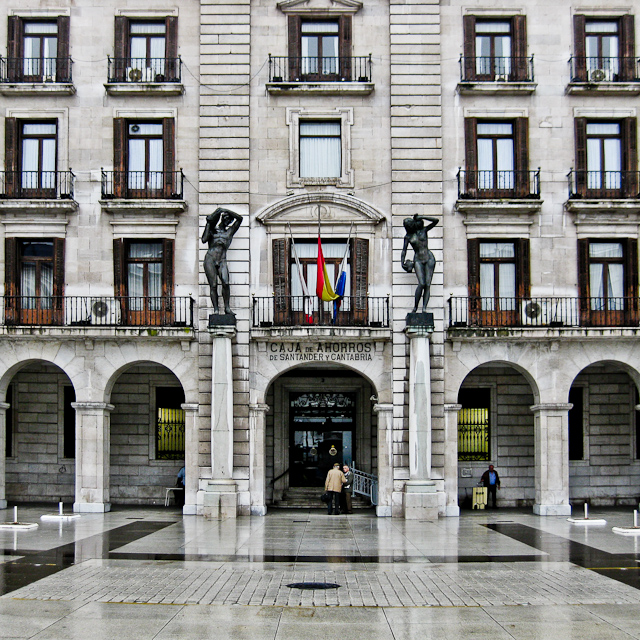
Antigua sede de Caja Cantabria en Santander.

La historia del origen de Caja Cantabria se remonta hasta 1896, cuando Modesto Tapia Caballero, un industrial burgalés, a su fallecimiento dejó en testamento un legado de 45 000 pesetas, destinado a fines benéficos sin especificar. En 1896, el gobernador civil y reformador social Francisco Rivas Moreno decide dedicar 35 000 pesetas del legado de Modesto Tapia a la constitución del capital fundacional del Monte de Piedad y Caja de Ahorros. El primer consejo se formaría el 11 de febrero del mismo año, con la participación del ayuntamiento de Santander, liga de contribuyentes, cámara de comercio, obispado y diputación provincial. 
El 28 de abril de 1898, coincidiendo con el cese de Francisco Rivas, la reina regente sanciona los estatutos de la nueva caja, y consagra la figura de los gobernadores civiles como presidentes del consejo de administración de estas instituciones, hasta la reforma legal de 1977. El 3 de junio de 1898 se constituía oficialmente el Monte de Piedad de Alfonso XIII y Caja de Ahorros de Santander.
La caja tuvo su primer local en el número 5 de la calle Pedrueca de Santander. A finales de 1902, el Consejo proyecta ampliar la sede de la entidad con la ayuda de un legado de 60 000 pesetas del primer marqués de Comillas, al que se añadiría otra cantidad igual ofrecida por su hijo, el segundo marqués, quien recomendó que el futuro edificio, situado en el campo de Tantín, tuviera estilo montañés, y se encargara al arquitecto catalán Lluís Domènech i Montaner, profesor de Gaudí. La primera piedra del edificio la coloca el rey Alfonso XIII el 31 de julio de 1905 y, dos años después, el 29 de julio de 1907, el propio monarca lo inaugura (hoy sede de la Obra Social de Caja Cantabria y lleva el nombre de "Modesto Tapia"). 
En 1923 se celebra el XXV aniversario de la fundación de la entidad con la inauguración de una oficina en la calle Hernán Cortés. En agosto de 1947 se abre la primera sucursal en Torrelavega, y en 1948 se proyecta el edificio de la Plaza de Velarde de Santander (hoy sede social), que se inaugura en 1953, año en el que la institución pasa a denominarse Caja de Ahorros de Santander. Esta etapa se caracteriza por la expansión por toda la provincia.
En 1962 se alcanzan los primeros mil millones de pesetas de recursos ajenos. En la década de 1980 pasa a denominarse Caja de Ahorros de Santander y Cantabria y, en esa misma época, se inaugura el edificio de la subcentral de Cazoña, para albergar los servicios de informática, organización y administración.
La revista del grupo comenzó a editarse en el año 1975, denominada La Revista de Santander, que en el año 1993 pasaría a llamarse La Revista de Cantabria. Desde 1992 se edita en Santander.

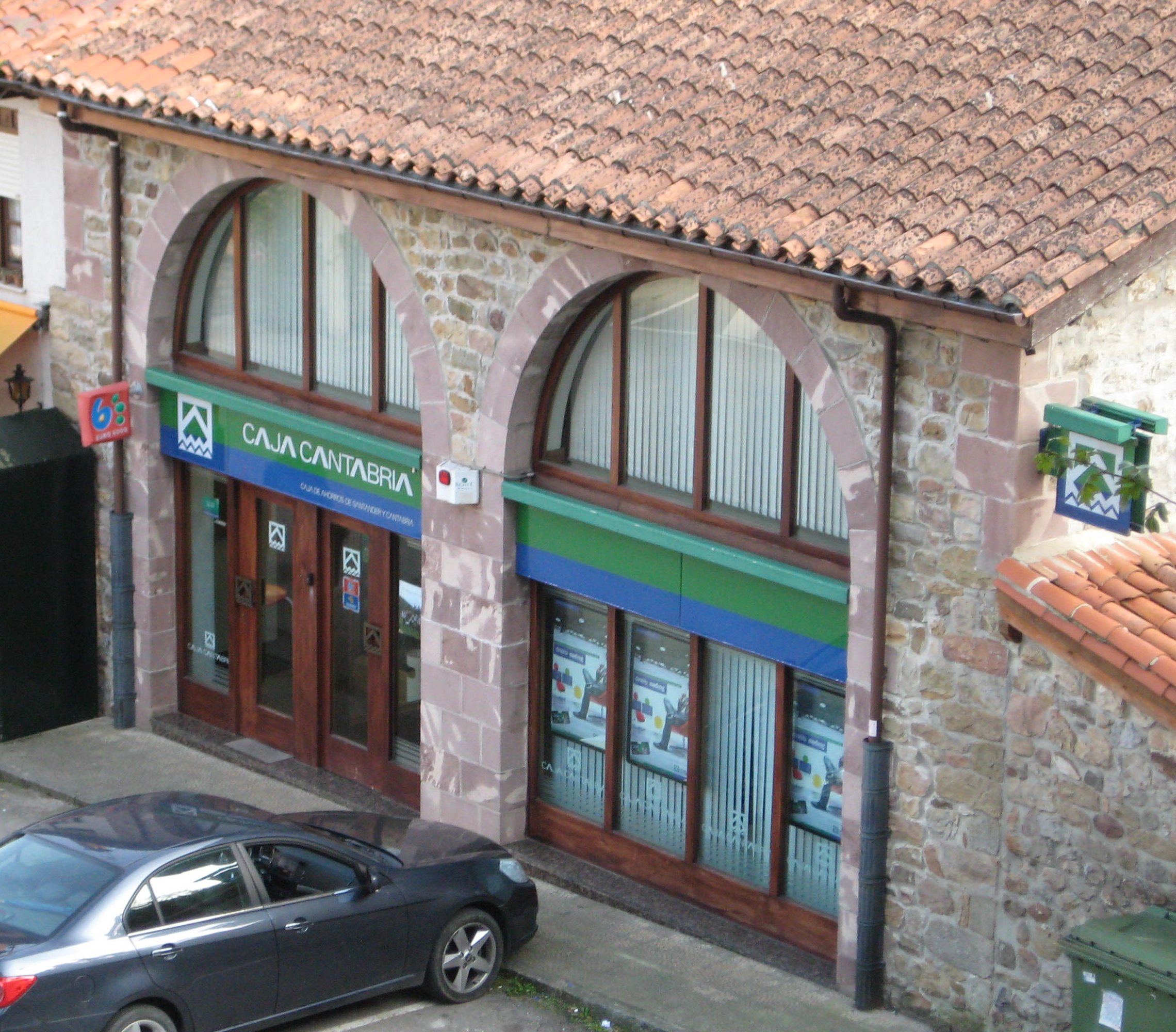
Sucursal en Valle, Cabuérniga, Cantabria.

La actividad de la caja se centraba, fundamentalmente, en la banca minorista y, dentro de ésta, en el sector familias, en el que ostentaba la posición de liderazgo dentro de la provincia. No obstante, a partir de la década de 1990, se produjo un giro hacia las empresas, con la ampliación de la oferta de productos y servicios destinados a ese sector.
El 24 de mayo de 2010, Caja Cantabria llegó a un acuerdo con Cajastur, Caja Mediterráneo (CAM) y Caja de Extremadura para la creación de un Sistema Institucional de Protección (SIP), conocido en el sector como fusión fría. Caja Mediterráneo (CAM) tendría, junto con Cajastur, el mayor peso de la institución con un 40% cada una. Mientras, Caja de Extremadura tendría un 11% y Caja Cantabria, un 9%. El 25 de septiembre de 2010, la asamblea general de Caja Cantabria aprobó la integración, lo que suponía la creación de la quinta entidad financiera española y la tercera agrupación de cajas. La integración implicaba la constitución de una entidad de crédito central cabecera del grupo y el compromiso mutuo de solvencia entre los integrantes del mismo. El nuevo SIP quedó constituido a finales de diciembre de 2010 con el nombre provisional de Banco Base.
En marzo de 2011, se conoció que la situación contable de la CAM era peor de lo que se pensaba y que las ayudas públicas que necesitaría el Banco Base (que se concretan en forma de compra de acciones por parte del FROB) supondrían la nacionalización de la entidad, ya que el Estado tendría la mayoría de las acciones. Ante este panorama, Cajastur, Caja Cantabria y Caja de Extremadura votaron, el 30 de marzo, en contra de continuar con el proceso. Días después estas tres cajas decidieron retomar el proyecto, ahora liderado por Cajastur. Ésta tendría el 66%, la extremeña el 20% y la cántabra el 14%. Manuel Menéndez, presidente de Cajastur, asumió la presidencia ejecutiva del conglomerado.

### Liberbank
El 23 de mayo de 2011, se constituyó Effibank, como banco del SIP de Cajastur, Caja de Extremadura y Caja Cantabria. Desde el 19 de julio de 2011, el banco opera con la marca Liberbank. Posteriormente, la razón social de Effibank (Effibank, S.A.) también fue reemplazada y pasó a ser Liberbank, S.A.
El SIP creado por Cajastur, Caja de Extremadura y Caja Cantabria, se desarrolló a través de la vía de la gestión indirecta del negocio bancario, establecida en la LORCA, de tal forma que cada entidad, mantuvo su personalidad jurídica y su Obra Social. El SIP segregó su negocio como conjunto y lo transfirió al banco a cambio de una participación accionarial en el mismo. El SIP se constituyó participado en un 66% por Cajastur, un 20% por Caja de Extremadura y un 14% por Caja Cantabria. Se acordó que el Consejo de Administración del nuevo banco estaría formado por 11 miembros, de los que 9, incluido el presidente ejecutivo, serían dominicales y 2 serían independientes.
Tras la creación del SIP, se mantuvo la marca comercial "Caja Cantabria".
Unicaja Banco absorbió Liberbank el 30 de julio de 2021, formando la quinta entidad financiera de España por volumen de activos.

### Transformación en fundación
El 20 de septiembre de 2014, la Asamblea General aprobó la transformación de la entidad en una fundación bancaria, de acuerdo con lo previsto en la Ley de Cajas de Ahorros y Fundaciones Bancarias.
En abril de 2015, se anunció que el grupo Liberbank operaría en toda España únicamente con la marca Liberbank y para ello se iniciaría un proceso de remodelado de la imagen y señalética de las distintas oficinas.
El 22 de diciembre de 2015, Gaspar Laredo fue elegido nuevo presidente de la Fundación Bancaria Caja Cantabria en sustitución de Eduardo Zúñiga, que presentó su renuncia al Patronato un día antes. De esta forma, Zúñiga adelantó su salida de la fundación que, en cualquier caso, se habría producido en junio de 2016 debido a la incompatibilidad entre el cargo de presidente en esta entidad y el de consejero de Liberbank.
El 13 de abril de 2021, Liberbank informó a la Comisión Nacional del Mercado de Valores de la finalización del pacto parasocial (Pacto de Sindicación) que mantenían la Fundación Cajastur, la Fundación Caja de Extremadura y la Fundación Caja Cantabria. Como consecuencia de lo anterior, la entidad dejó de cumplir los requisitos exigidos a las fundaciones bancarias y, por tanto, había de convertirse en fundación ordinaria. El 8 de octubre de 2021, el Patronato acordó dicha transformación, la cual se produjo el 27 de diciembre de 2021.

## Obra social
La entidad proyecta su actividad social a través de un plan estratégico destinado a reforzar la identidad de la región en cinco apartados, que son el cultural, docente, asistencial, socioeconómico y de investigación. Si bien sus actividades van desde promocionar y patrocinar los deportes y en general la cultura regional, también ayuda en la preservación y conservación del medio ambiente, todo ello enfocado desde una perspectiva de acción solidaria.
Esas actividades se concretan en programas y obras propias, como las que tienen por sede el Centro Cultural Modesto Tapia, el Palacio de Caja Cantabria en la localidad de Santillana del Mar y el Centro Medioambiental de Polientes, y en la colaboración con ayuntamientos, instituciones y colectivos de Cantabria que intenten, al igual que la caja, contribuir al bienestar social de la región y a su desarrollo económico.
En 2014, la obra social de Caja Cantabria manejó un presupuesto anual de 3,7 millones de euros.

### Patrocinador de eventos y clubes deportivos
A lo largo de los últimos años, Caja Cantabria, ha sido una entidad vinculada estrechamente al deporte profesional en Cantabria. La entidad fue patrocinador del Racing de Santander, del Club Balonmano Cantabria (sustituyendo a Teka), del Cantabria Baloncesto (Los Lobos-Caja Cantabria) y del Rally de Cantabria durante los años 1990. 